# Paul McCrane
Paul David McCrane (Filadelfia, 19 gennaio 1961) è un attore statunitense, e occasionalmente regista televisivo.

## Biografia
Debutta nel 1979, con un piccolo ruolo in Rocky II, a cui seguono partecipazioni a film come Saranno famosi, RoboCop e Le ali della libertà. Negli anni successivi partecipa a molte serie tv, come Law & Order, Chicago Hope, X-Files.
Nel 1997 entra nel cast di E.R. - Medici in prima linea, nel ruolo del Dr. Robert Romano, il suo personaggio più noto, che interpreta fino al 2003.
Tra il 2006 e il 2007 interpreta Graem Bauer, fratello del protagonista della serie tv 24 Jack Bauer.
Inoltre lavora anche come regista televisivo, dirigendo alcuni episodi di Camelot - Squadra Emergenza, West Wing - Tutti gli uomini del Presidente, E.R. - Medici in prima linea, Jericho, Dr. House - Medical Division e CSI - Scena del crimine.

## Filmografia parziale

### Attore

#### Cinema
- Rocky II regia  di Sylvester Stallone (1979)
- Saranno famosi (Fame), regia di Alan Parker (1980)
- Hotel New Hampshire (The Hotel New Hampshire), regia di Tony Richardson (1984)
- Dimensione inferno (Purple Hearts), regia di Sidney J. Furie (1984)
- RoboCop, regia di Paul Verhoeven (1987)
- Blob - Il fluido che uccide (The Blob), regia di Chuck Russell (1988)
- Le ali della libertà (The Shawshank Redemption), regia di Frank Darabont (1994)
- L'autostrada (Take the 10), regia di Chester Tam (2017)

#### Televisione
- Hill Street giorno e notte (Hill Street Blues) – serie TV, episodio 6x22 (1986)
- Destinazione finale: Madrid, regia di John Patterson – film TV (1988)
- Un giustiziere a New York (The Equalizer) – serie TV, episodio 4x12 (1989)
- Cop Rock – serie TV, 9 episodi (1990)
- Superboy – serie TV, 2 episodi (1992)
- Ritratti (The Portrait), regia di Arthur Penn – film TV (1993)
- Law & Order - I due volti della giustizia (Law & Order) – serie TV, episodio 3x16 (1993)
- Armati di pistola (Strapped), regia di Forest Whitaker – film TV (1993)
- Il commissario Scali (The Commish) – serie TV, episodio 3x09 (1993)
- Chicago Hope – serie TV, episodio 2x20 (1996)
- X-Files (The X-Files) – serie TV, episodio 4x12 (1997)
- Il tocco di un angelo (Touched by an Angel) – serie TV, episodio 3x23 (1997)
- The Practice - Professione avvocati (The Practice) – serie TV, episodi 1x02 - 2x12 (1997)
- Dalla Terra alla Luna (From the Earth to the Moon) – miniserie TV (1998)
- E.R. - Medici in prima linea (ER) – serie TV, 125 episodi (1997-2008) - Dott. Robert Romano
- Citizen Baines – serie TV, 2 episodi (2001)
- Unscripted – serie TV, episodio 1x08 (2005)
- 24 – serie TV, 9 episodi (2006-2007)
- Ugly Betty – serie TV, episodio 2x12 (2008)

- CSI - Scena del Crimine (CSI: Crime Scene Investigation) – serie TV, episodio 10x19 (2010)
- Harry's Law – serie TV, 7 episodi (2011)
- Major Crimes – serie TV, episodio 2x09 (2013)
- Under the Dome – serie TV, 2 episodi (2015)
- All Rise – serie TV, 12 episodi (2019-2021)
- The Offer – miniserie TV (2022)

### Regista
- E.R. - Medici in prima linea (2002-2008)
- Squadra emergenza (2004)
- Senza traccia (2005-2009)
- Close to Home - Giustizia ad ogni costo (2006)
- Shark - Giustizia a tutti i costi (2007)
- Dr. House - Medical Division (2007)
- Lie to me (2009) – serie TV
- CSI - Scena del crimine (2010)

## Doppiatori italiani
Nelle versioni in italiano delle opere in cui ha recitato, Paul McCrane è stato doppiato da:
- Mino Caprio in X-Files, E.R. - Medici in prima linea, Ugly Betty, Harry's Law
- Edoardo Nevola in Le ali della libertà, Dalla terra alla luna, CSI - Scena del crimine
- Luca Biagini in All Rise, The Offer
- Vittorio Stagni in Rocky II
- Tonino Accolla in Saranno famosi
- Gianni Bersanetti in Hotel New Hampshire
- Massimo Giuliani in RoboCop
- Nino Prester in Blob - Il fluido che uccide
- Francesco Meoni in 24
- Luca Dal Fabbro in Major Crimes
- Stefano Thermes in The Terminal List